# Tanni Grey-Thompson
Carys Davina (Tanni) Grey-Thompson, Barones Grey-Thompson,  (Cardiff, 26 juli 1969) is een Britse paralympische atlete, tv-presentatrice en parlementariër.
Grey-Thompson is geboren met spina bifida en zit daardoor sinds haar zevende in een rolstoel. Ze is een van Groot-Brittanniës succesvolste atleten. Grey-Thompson is in 1991 afgestudeerd aan de universiteit van Loughborough op politiek en sociaal beleid.
Tanni Grey-Thompson begon met wheelen, toen ze dertien jaar oud was. Op haar negentiende behaalde ze haar eerste paralympische medaille op de 100 m sprint.
Vier jaar later, tijdens de Paralympische Spelen van Barcelona in 1992, behaalde ze een groot succes door viermaal goud te veroveren. In dat jaar won ze ook voor de eerste maal de marathon van Londen. Deze marathon heeft ze hierna nog zes keer gewonnen.
Bij de Paralympische Spelen van 1996 in Atlanta veroverde Grey-Thompson het goud op de 800 m en zilver op de 100, 200 en 400 m. Op 31-jarige leeftijd bij de Paralympische Spelen van 2000 in Sydney maakte ze, net als in 1992, het kwartet weer compleet met vier gouden medailles en wel op de 100, 200, 400 en 800 m. Tijdens de Paralympische Spelen van Athene in 2004 behaalde ze goud op de 100 en de 400 m. Daarmee heeft ze elf gouden medailles behaald op de Paralympische Zomerspelen.
In het dagelijks leven is Grey-Thompson presentatrice bij de BBC en bestuurslid van UK Athletics (2007). Ze zit in het bestuur van de marathon van Londen (2007) en is voorzitter van de Women's Sports Foundation en Fitness Commissie over de toekomst van sportbeoefening door vrouwen in Groot-Brittannië. Ze heeft tevens een zetel in het Britse Hogerhuis.

## Paralympische Spelen
| Evenement      | Resultaat | Onderdeel                 | Klasse |
| -------------- | --------- | ------------------------- | ------ |
| Seoel 1988     | brons     | hardlopen (wheelen) 400 m | 3      |
| Barcelona 1992 | goud      | hardlopen (wheelen) 100 m | TW3    |
| Barcelona 1992 | goud      | hardlopen (wheelen) 200 m | TW3    |
| Barcelona 1992 | goud      | hardlopen (wheelen) 400 m | TW3    |
| Barcelona 1992 | goud      | hardlopen (wheelen) 800 m | TW3    |
| Atlanta 1996   | zilver    | hardlopen (wheelen) 100 m | T52    |
| Atlanta 1996   | zilver    | hardlopen (wheelen) 200 m | T52    |
| Atlanta 1996   | zilver    | hardlopen (wheelen) 400 m | T52    |
| Atlanta 1996   | goud      | hardlopen (wheelen) 800 m | T52    |
| Sydney 2000    | goud      | hardlopen (wheelen) 100 m | T53    |
| Sydney 2000    | goud      | hardlopen (wheelen) 200 m | T53    |
| Sydney 2000    | goud      | hardlopen (wheelen) 400 m | T53    |
| Sydney 2000    | goud      | hardlopen (wheelen) 800 m | T53    |
| Athene         | goud      | hardlopen (wheelen) 100 m | T53    |
| Athene         | goud      | hardlopen (wheelen) 400 m | T53    |